# Puimichel
Puimichel ist eine französische Gemeinde mit 254 Einwohnern (Stand 1. Januar 2022) im Département Alpes-de-Haute-Provence in der Region Provence-Alpes-Côte d’Azur. Sie gehört zum Arrondissement Forcalquier und zum Kanton Riez. Die Bewohner nennen sich Puimicheliens.

## Geographie
Die Gemeinde grenzt im Norden an Malijai, im Osten an Saint-Jeannet, im Süden an Entrevennes, im Südwesten an Le Castellet und im Westen an Les Mées.
Der Dorfkern liegt auf 700 m über dem Meer. 477 Hektar der Gemeindegemarkung sind bewaldet. Der Col de Puimichel ist ein 811 Meter hoch gelegener Pass.

## Bevölkerungsentwicklung
| Jahr      | 1962 | 1968 | 1975 | 1982 | 1990 | 1999 | 2008 | 2012 |
| --------- | ---- | ---- | ---- | ---- | ---- | ---- | ---- | ---- |
| Einwohner | 152  | 161  | 147  | 194  | 203  | 237  | 255  | 220  |

## Sehenswürdigkeiten
- Kirche Notre-Dame-du-Serre
- Kapelle Saint-Elzéard
- Gefallenendenkmal
- Sternwarte